# 한동근 (정치인)
한동근(韓東根, 1933년 6월 1일 ~ )은 조선민주주의인민공화국의 군인 겸 정치인이다. 조선인민군 상장으로 총정치국 부국장 겸 당 중앙위원회 위원이다. 최고인민회의 제12기 대의원이다.

## 경력
1933년 일제강점기에 태어났다. 레닌 군사정치아카데미를 졸업했으며, 1991년 3월 조선인민군 소장 계급으로 인민군 총정치국 선전부 부장에 올랐다. 1995년 10월  인민군 중장으로 진급했고, 2009년 3월  인민군 선거위원회 위원장을 맡았다. 2009년 3월  인민군 상장으로 승진했다. 현재 인민군 총정치국 부국장으로 있다. 2010년 9월, 조선로동당 중앙위원회 위원에 선임되었다.

## 최고인민회의 대의원
2009년 최고인민회의 제12기 대의원으로 선출되었다.

## 기타
2010년 조명록, 2011년 김정일 사망 당시에 국가 장의위원회 위원을 맡았다.